# HD 40979
HD 40979 ist ein etwa 108 Lichtjahre entfernter, sonnenähnlicher Stern im Sternbild Auriga, der von einem Exoplaneten mit der Bezeichnung HD 40979 b umrundet wird. Er besitzt eine scheinbare Helligkeit von 6,74 mag.
Der Begleiter HD 40979 b hat eine Umlaufperiode von rund 264 Tagen, eine große Halbachse von ca. 0,9 Astronomischen Einheiten und eine Mindestmasse von ca. 3,8 Jupitermassen (ca. 1200 Erdmassen). Das Objekt wurde im Jahre 2002 durch Fischer et al. mit Hilfe der Radialgeschwindigkeitsmethode entdeckt.